# Holy Fuck
Holy Fuck is een experimentele instrumentale rockband uit Toronto, Canada, ontstaan in 2004.
De band maakt naast reguliere muziekinstrumenten zoals basgitaar en drumstel ook gebruik van andere geluidsbronnen, zoals een 35mm-filmsynchronizer en speelgoedkeyboards om elektronisch klinkende effecten te creëren zonder gebruik te maken van laptops of geavanceerde digitale hulpmiddelen.

## Geschiedenis
Sinds hun oprichting in 2004 heeft Holy Fuck opgetreden op Coachella samen met de Brooklynse rapper Beans (die de band inhuurde als achtergrondkoor), de CMJ Music Marathon, POP Montreal, het Montreal Jazz Festival, All Tomorrow's Parties, Vegoose, Evolve Festival, Lollapalooza, Osheaga Festival, en het South by Southwest muziekfestival in Austin (Texas) in 2006, 2007 en 2008. In de zomer van 2007 gaf Holy Fuck een optreden op het Glastonbury Festival, een van de grootste muziekfestivals ter wereld. Hun optreden hier werd door het tijdschrift NME uitgeroepen als derde op de lijst van beste optredens tijdens het festival.
Hun debuutalbum, eveneens Holy Fuck genaamd, belandde in de top 10 van Montreal Mirror's lijst van beste albums uit 2005.
Holy Fuck heeft optredens gegeven in de Verenigde Staten samen met Wolf Parade, !!!, Mouse on Mars, Cornelius, en Do Make Say Think. Begin 2006 gaven ze samen met Buck 65 een reeks optredens in Europa.
In januari 2006 werd de band een van de 10 finalisten voor de $3,000 Galaxie Rising Stars Award van de CBC, onderdeel van Canadian Music Week's Indie Awards gehouden in maart.
De band bracht hun tweede album, getiteld LP, uit in 2007. Het album werd genomineerd voor een Juno Award in de categorie “Alternative Album of the Year”.
In 2008 nam Holy Fuck een coverversie op van "Nude", een nummer van Radiohead. Drummer Matt Schulz van de band Enon kwam in 2008 bij de band. In augustus 2008 speelde Holy Fuck op Lowlands en Pukkelpop.
In april 2009 toerde Holy Fuck door Nederland en deed de zalen Doornroosje (Nijmegen), de Melkweg (Amsterdam), Vera (Groningen) en Tivoli (Utrecht) aan.

## Bandleden

### Huidige bandleden
- Brian Borcherdt – keyboards, effecten
- Graham Walsh – keyboards, effecten
- Matt McQuaid – basgitaar
- Matt Schulz – slagwerk
- Brad Kilpatrick – slagwerk

### Voormalige bandleden
- Kevin Lynn – basgitaar
- Mike Bigelow – basgitaar
- Loel Campbell – slagwerk

## Discografie
- Holy Fuck – 2005
- Holy Fuck (ep) – 2007
- LP – 2007
- Latin - 2010
- Congrats - 2016